# Begonia subpeltata
Espèce
Synonymes
- Reichenheimia subpeltata (Wight) Klotzsch[1]

Begonia subpeltata est une espèce de plantes de la famille des Begoniaceae.
L'espèce fait partie de la section Reichenheimia.
Elle a été décrite en 1852 par Robert Wight (1796-1872).

## Répartition géographique
Cette espèce est originaire des pays suivants : Inde ; Sri Lanka.